# Operacja Mawet la-polesz
Operacja Mawet la-polesz (hebr. מבצע מוות לפולש, Miwca Mawet la-polesz; pol. Operacja Śmierć Najeźdźcy) – izraelska operacja wojskowa przeprowadzona podczas I wojny izraelsko-arabskiej w dniach między 16 a 18 lipca 1948 przeciwko egipskiej armii w północno-zachodniej części pustyni Negew. Celem operacji było przywrócenia komunikacji z żydowskimi osiedlami na pustyni Negew. Była to kontynuacja operacji An-Far, która zakończyła się w dniu 15 lipca. Izraelczycy ponieśli taktyczną porażkę i nie zdołali osiągnąć zamierzonych celów.

## Tło wydarzeń
Na początku XX wieku Żydzi podjęli duży wysiłek przeprowadzając na dużą skalę rozbudowę osiedli rolniczych w Mandacie Palestyny. W 1941 i 1942 rozpoczęto penetrację północnej i zachodniej części pustyni Negew, w celu określenia możliwości rozwoju przyszłych osad na tym terenie. Po pozytywnie zakończonych pierwszych próbach, w 1943 założono trzy osady, które miały być pozycją wyjściową do dalszego osadnictwa. Powstały wówczas kibuce Gewulot, Rewiwim i Bet Eszel. Następnie w październiku 1946 zrealizowano plan budowy 11 osad obronnych na Negewie (hebr. 11 הנקודות, 11 HaNekudot). Powstały wówczas kibuce Be’eri, Galon, Chacerim, Kedma, Kefar Darom, Miszmar ha-Negew, Newatim, Nirim, Szowal, Tekuma i Urim. Ich powstanie stworzyło dużą żydowską enklawę istniejącą pośrodku terytorium zamieszkałego w większości przez Arabów. Założenie tych ostatnich osiedli było żydowską odpowiedzią na Plan Morrison-Grady w sprawie podziału Palestyny i odegrało kluczową rolę przy podejmowaniu ostatecznej decyzji nad końcowym kształtem Rezolucji Zgromadzenia Ogólnego ONZ nr 181 (29 listopada 1947).
W maju 1948 w Palestynie rozpoczęła się I wojna izraelsko-arabska, która była kontynuacją wojny domowej w Mandacie Palestyny (1947–1948). W przeciwieństwie do wojny domowej, była to typowa wojna o charakterze konwencjonalnym, w którym zaangażowało się szereg państw arabskich. Na froncie południowym, część pustyni Negew, pas wybrzeża i większą część Judei zajęły wojska egipskie, które starały się kontynuować swoje natarcie w stronę Tel Awiwu. Jednak operacja Filistia (29 maja – 3 czerwca) zatrzymała Egipcjan i zmusiła ich do zmienienia kierunku natarcia na zachód. W okresie od 11 czerwca do 8 lipca 1948 w Palestynie obowiązywał pierwszy rozejm. Pomimo utrzymania linii frontu, sytuacja Izraelczyków na południu była trudna i niezwykle skomplikowana. Dowództwo izraelskiej armii skoncentrowało większość sił na froncie centralnym i północnym, pozostawiając na południu jedynie dwie brygady: Giwati i Negew. Brygada Giwati liczyła wówczas 2,7 tys. żołnierzy, a Brygada Negew posiadała jedynie 800 żołnierzy. Naprzeciwko siebie mieli rozproszone siły egipskie liczące około 5 tys. żołnierzy. Szefem Południowego Dowództwa był generał Jigal Allon, który bardzo dobrze zdawał sobie sprawę z trudności swego położenia. Długa linia frontu pomiędzy niewielkimi ufortyfikowanymi osiedlami żydowskimi była broniona przez niewystarczające siły. Drogi zaopatrzenia były zagrożone infiltracją przeciwnika i atakami arabskich milicji, które posiadały zaplecze w postaci arabskich wiosek i ich mieszkańców. Dodatkowo, w głębi pustyni Negew pozostało kilkanaście żydowskich osiedli, które od początku wojny były całkowicie pozbawione dostaw zaopatrzenia.
W nocy z 8 na 9 lipca 1948 Izraelczycy rozpoczęli operację An-Far, podczas której podjęto próbę opanowania głównych węzłów komunikacyjnych położonych przy arabskich wioskach Irak Suwajdan i Al-Faludża. Zajęcie tych pozycji otworzyłoby drogę do odciętych osiedli żydowskich, która miała przebiegać od wioski Dżulis, przez Kaukabę i Hulajkat do Burajr. Operacja zakończyła się jednak niepowodzeniem. Izraelczycy zdołali przełamać pierwsze linie egipskich wojsk, nie byli jednak w stanie przeprowadzić decydującego natarcia i zająć kluczowe węzły komunikacyjne. Pomimo wyczerpania siedmioma dniami ciężkich walk, jednostki Sił Obronnych Izraela otrzymały rozkazy by ponownie się przegrupować i przygotować do kolejnej operacji wojskowej. Sztab Generalny obawiał się, że Rada Bezpieczeństwa ONZ narzuci kolejne zawieszenie broni, pozostawiając żydowską enklawę na Negewie w całkowitej izolacji. W związku z tym postanowiono podjąć jeszcze jedną próbę utworzenia korytarza komunikacyjnego, który tym razem miał przebiegać pomiędzy wioskami Irak Suwajdan i Al-Faludża, przez Karatija. Siły Brygady Giwati wzmocniono 89 Batalionem komandosów z 8 Brygady Pancernej i żołnierzami z Korpusu Morskiego.

## Przebieg operacji

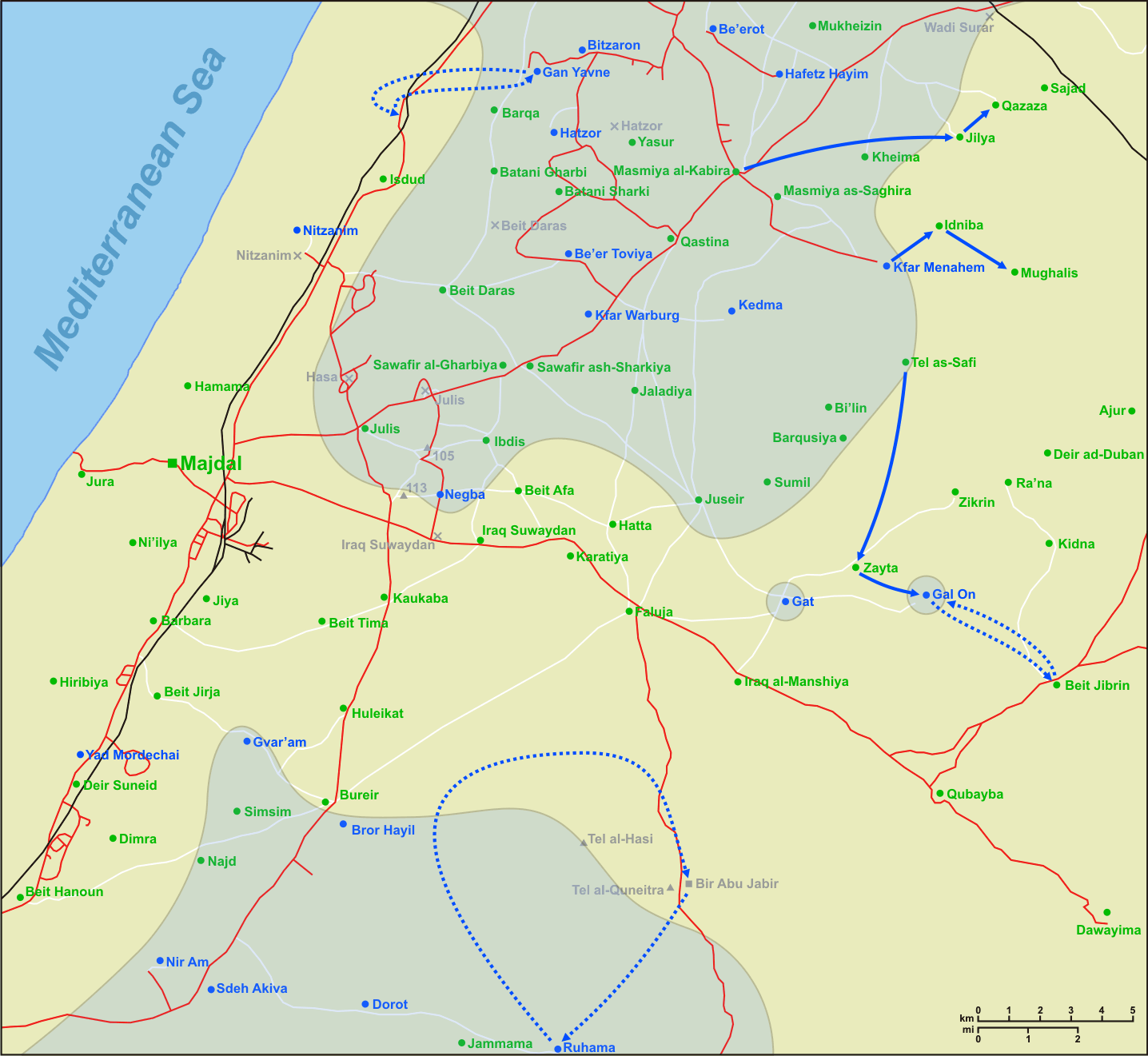
Ruchy wojsk w dniach 16-17 lipca 1948
(linie przerywane pokazują rajdy)

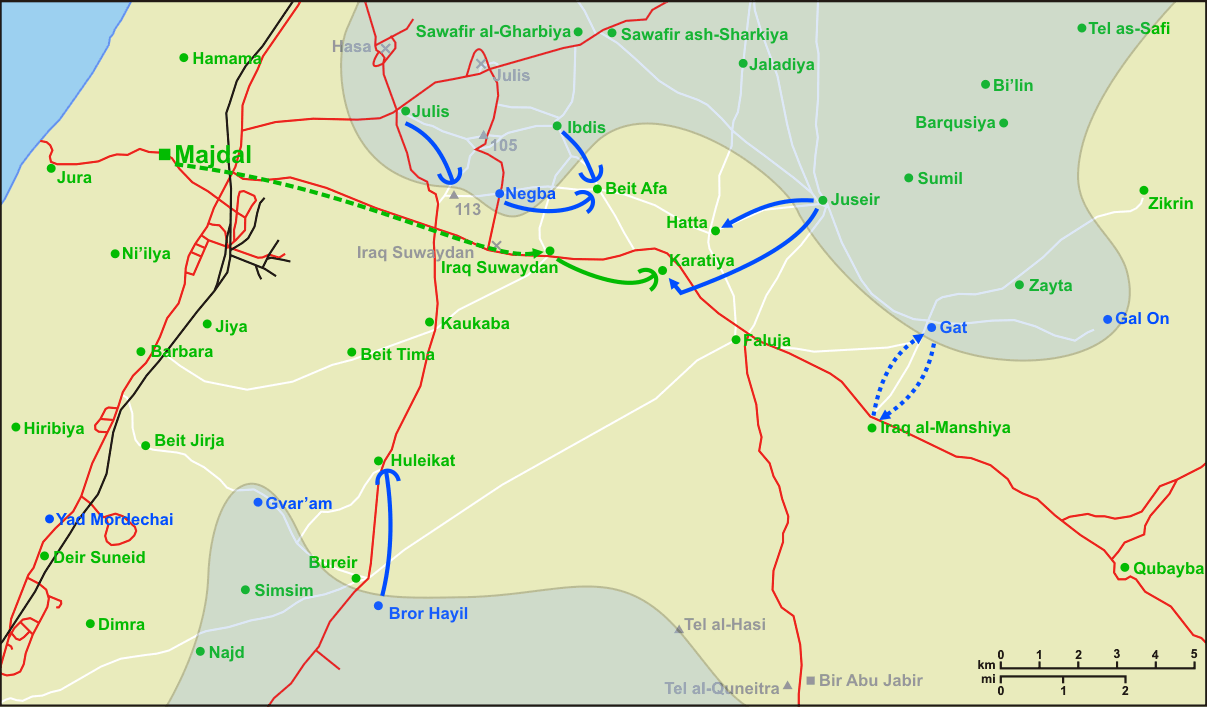
Ruchy wojsk w dniach 17-18 lipca 1948

Operacja Mawet la-polesz rozpoczęła się w nocy z 16 na 17 lipca 1948. Izraelskie siły wyruszyły jednocześnie: (1) z wioski Al-Masmija al-Kabira zajmując opuszczone wcześniej arabskie wioski Jilja i Kazaza, (2) z kibucu Kfar Menachem zajmują opuszczone wioski Idnibba i Mudżallis, oraz (3) z wioski Tell es-Safi zajmując wioskę Zajta. Wioski te zajęto prawie bez walki. Stworzono w ten sposób bezpieczne zaplecze dla dróg komunikacyjnych z kibucami Galon i Gat, które miały zabezpieczać wschodnią flankę nacierających oddziałów. Równocześnie przeprowadzono z kibucu Gal On rajd na egipskie pozycje obronne w rejonie wioski Bajt Dżibrin. Z kibucu Gan Jawne przeprowadzono rajd na egipskie pozycje w rejonie mostu Ad Halom i wioski Isdud. Egipcjanie odpowiedzieli ostrzałem artyleryjskim osiedli Gan Jawne, Bicaron i Chacor-Aszdod. W międzyczasie siły izraelskiej Brygady Negew przeprowadziły rajd z kibucu Ruchama zdobywając regionalną studnię Bir Abu Jabir, która była broniona przez pluton ochotników z Bractwa Muzułmańskiego. Wszystkie te działania miały na celu odwrócenie uwagi egipskiego dowództwa od głównego celu operacji.
Decydująca faza operacji rozpoczęła się w nocy z 17 na 18 lipca. Z kibucu Negba wyruszył 54 Batalion Brygady Giwati, wzmocniony żołnierzami marynarki. Zaatakowali oni położoną 2 kilometry na wschód wioskę Bajt Affa, której broniły dobrze okopane siły egipskie. Nacierający od północy marynarze zostali szybko dostrzeżeni, jednak pomimo ciężkiego ostrzału zdołali zająć część wioski i ufortyfikowali się w pobliżu jej centrum. Podczas tego natarcie zginęła większość ich dowódców. Tymczasem batalion Brygady Giwati podszedł do wioski nie zauważony od strony południowej. Z powodu braku wywiadu nie wiedziano, że w rejonie tym znajdują się zasieki z drutu kolczastego, które uniemożliwiły rozwinięcie natarcia. Żołnierze zostali przygnieceni egipskim ostrzałem, i o godzinie 3:00 w nocy dowódca batalionu wydał rozkaz do wycofania się. Odwrót przebiegał chaotycznie, i był szczególnie trudny dla marynarzy. Stracili oni 19 zabitych, 28 rannych i 3 wziętych do niewoli.
Tej samej nocy siły izraelskie przeprowadziły nieudany atak z wioski Dżulis na Wzgórze 113 położone na zachód od kibucu Negba. Przeprowadzono także rajd na pobliską wioskę Irak Suwajdan. Również Brygada Negew przeprowadziła natarcie od strony kibucu Beror Chajil z zamiarem zajęcia wiosek Hulajkat i Kaukaba. Atak utknął jednak na pierwszych wzgórzach (Wzgórze 131.2 i Wzgórze 138). Utracili oni 21 zabitych i 7 rannych.
Główne natarcie wyruszyło tej samej nocy z wioski Jusajr. Kompania 52 Batalionu Brygady Giwati bardzo szybko zajęła w nocy wioskę Hatta. Tymczasem 89 Batalion z 8 Brygady Pancernej otrzymał zadanie zajęcia sąsiedniej wioski Karatija. Aby wykonać to zadanie, batalion usiłował obejść wioskę od południa i przed północą wszedł na teren opuszczonej brytyjskiej bazy lotniczej, na północ od wioski Al-Faludża. Napotkał tam na ostrzał artyleryjski i z broni maszynowej prowadzony z wioski al-Faludża. Pomimo to kontynuowali natarcie aż do wadi strumienia Mufarar, którego nie potrafili przekroczyć. Prace inżynieryjne prowadzone przez saperów w ciemnościach nocy zajęły kilka godzin. Tymczasem kompania 53 Batalionu Brygady Giwati zajęła drogę łączącą al-Faluję z Karatija. Saperzy wysadzili przepusty pod drogą, uniemożliwiając w ten sposób Egipcjanom wysłanie tą drogą posiłków pancernych. Natomiast 52 Batalion Brygady Giwati wysadził most na drodze łączącej Karatija z Irak Suwajdan. Po wykonaniu tych zadań saperskich, kompania 53 Batalionu usiłowała dołączyć do 89 Batalionu, została jednak w ciemnościach nocy uznana za wroga i ostrzelana. Pomimo tej pomyłki, wspólnymi siłami zdołano o świcie zająć wioskę Karatija. Natychmiast po tym przystąpiono do budowy pozycji obronnych. Amunicję i broń przeciwpancerną przewieziono drogą przez zdobytą wcześniej wioskę Hatta. Egipski kontratak rozpoczął się o godzinie 8:30 rano 18 lipca. Artyleria prowadziła ostrzał z Irak Suwajdan. Równocześnie kolumna pojazdów pancernych i czołgów podjęła próbę zaatakowania Karatija od zachodu. Okazało się jednak, że jest to niemożliwe z powodu wysadzenia mostu. Po kilku drobnych potyczkach Egipcjanie wycofali się. W godzinach popołudniowych przeprowadzono drugi kontratak, obchodząc wioskę od południa. Atak został jednak zatrzymany po zniszczeniu jednego z czołgów – strzelał Ron Feller z granatnika PIAT. Wieczorem tego samego dnia, o godzinie 19:00, zostało ogłoszone drugie zawieszenie broni.

## Reakcje i następstwa
Izraelska operacja zakończyła się niepowodzeniem. Izraelczycy zdołali zająć ważne strategicznie wioski Hatta i Karatija, jednak głównym celem było utworzenie korytarza komunikacyjnego z żydowską enklawą na Negewie, a to nie zostało osiągnięte. Jednak zajęcie tych dwóch wiosek przecięło najważniejszą egipską drogę zaopatrzenia w tym regionie. Egipcjanie zostali w ten sposób zmuszeni do wybudowania nowej drogi łączącej Irak Suwajdan z al-Falują, która przebiegała na południe od Karatiji.